# 알렉산다르 미트로비치
알렉산다르 미트로비치(세르비아어: Александар Митровић, Aleksandar Mitrović, 1994년 9월 16일 ~ )는 세르비아의 축구 선수로 현재 사우디 프로페셔널리그의 알힐랄 SFC에서 스트라이커로 뛰고 있으며 세르비아 축구 국가대표팀의 주전 공격수로도 활약 중이다.

## 클럽 경력

### FK 파르티잔
2011년 FK 텔레오프티크에서 데뷔한 후 2011-12 시즌 공식전 26경기 7골을 기록한 뒤 2012-13 시즌 개막을 앞두고 자국 리그인 세르비아 수페르리가의 명문 구단인 FK 파르티잔으로 이적하여 2013-14 시즌 중반까지 공식전 42경기 18골을 터뜨리면서 2012-13 리그 우승의 주역이 되었다.

### RSC 안데를레흐트
2013년 8월 12일 68억원의 이적료에 벨기에 프로 리그 최다 우승팀인 RSC 안데를레흐트로 둥지를 튼 후 2014-15 시즌까지 2시즌간 90경기 44골을 터뜨리며 2013-14 리그 우승, 2014년 벨기에 슈퍼컵 우승, 2014-15 벨기에 컵 준우승, 2014-15 리그 3위 등의 성적에 기여했고 특히 2014-15 시즌 리그에서는 무려 20골을 터뜨리며 이 부문 1위에 오르는 기염을 토했다.

### 뉴캐슬 유나이티드
안데를레흐트에서의 활약에 힘입어 2014-15 시즌 종료 후 176억원의 이적료에 잉글랜드 프리미어리그의 뉴캐슬 유나이티드로 이적하여 2017-18 시즌 중반까지 72경기 17골을 터뜨리면서 2016-17 EFL 챔피언십 우승 및 차기 시즌 프리미어리그 승격에 이바지했다.

### 풀럼 FC
2017-18 시즌을 앞두고 EFL 챔피언십의 풀럼 FC로 임대 이적하여 2017-18 시즌 공식전 20경기 12골을 터뜨리는 눈부신 활약을 펼치며 풀럼의 프리미어리그 2018-19 승격에 기여했고 이러한 활약에 힘입어 2018-19 시즌 개막을 앞두고 풀럼으로 완전 이적 후 2022-23 시즌까지 공식전 185경기 99골을 터뜨리는 등 팀의 주전 공격수로 활약했으며 특히 2019-20 EFL 챔피언십에서는 무려 26골을 터뜨려 브렌트퍼드 FC의 올리 왓킨스와 함께 공동 득점왕을 차지하며 풀럼의 EPL 재승격의 일등공신이 되었고 2021-22 시즌에서도 무려 43골을 터뜨리며 EFL 챔피언십 개인 통산 2번째 득점왕에 올랐다.

### 알힐랄 SFC
2023-24 시즌 초반이던 2023년 8월 19일 계약기간 3년, 약 860억원의 이적료로 사우디 프로페셔널리그의 강호 알힐랄 SFC와 계약을 체결했다.

## 국가대표팀 경력

### 세르비아 청소년 대표팀
2011년부터 2014년까지 세르비아 연령대별 청소년 대표팀에서 21경기 11골을 집중시키며 세르비아 U-19 대표팀의 2013년 UEFA 유러피언 U-19 챔피언십 우승을 이끌었다.

### 세르비아 A대표팀
2013년 6월 7일 세르비아 A대표팀 소속으로 벨기에와의 2014년 FIFA 월드컵 유럽 지역 예선 A조 7차전에서 국제 A매치 데뷔전을 치른 뒤 9월 6일 열린 크로아티아와의 8차전에서 A매치 데뷔골을 터뜨리며 1-1 무승부에 일조했다.
그 후 2018년 FIFA 월드컵 유럽 지역 예선에서 무려 6골을 터뜨리며 8년만의 월드컵 통산 12번째 본선 진출에 기여했고 이후 스위스와의 본선 E조 조별리그 2차전에서 선제골을 터뜨렸지만 팀은 이 경기에서 1-2로 역전패를 당했다.
그리고 2018-19년 UEFA 네이션스리그 C에서 무려 6골을 터뜨리며 팀의 차기 시즌 리그 B 승격에 기여했고 UEFA 유로 2020 예선에서는 B조 조별리그 8경기에서 무려 10골을 터뜨리며 맹활약했지만 팀은 UEFA 유로 2020 예선 플레이오프 C조 2라운드에서 스코틀랜드와 승부차기까지 가는 접전 끝에 4-5로 패하며 2000년 이후 21년만의 유로 대회 본선 진출이 좌절되고 말았다.
그러나 유로 대회 본선 좌절의 아픔도 잠시 2022년 FIFA 월드컵 유럽 지역 예선 A조에서 무려 8골을 터뜨렸고 특히 크리스티아누 호날두가 버티고 있던 포르투갈과의 최종전에서 1-1로 팽팽히 맞서던 후반 45분경 극장골을 터뜨리며 2회 연속이자 통산 13번째 월드컵 본선 진출에 크게 공헌했으며 반대로 역대 A매치 최다 득점자인 호날두가 침묵을 지킨 포르투갈은 이 극장골 한방에 조 2위로 내려앉으면서 본선 직행이 좌절되었고 플레이오프를 통해 본선행을 노려야 하는 상황에 직면했다.

## 수상

### 클럽
FK 파르티잔
- 세르비아 수페르리가 : 우승 (2012-13)

 RSC 안데를레흐트
- 벨기에 프로 리그 : 우승 (2013-14), 3위 (2014-15)
- 벨기에 컵 : 준우승 (2014-15)
- 벨기에 슈퍼컵 : 우승 (2014)

 뉴캐슬 유나이티드
- EFL 챔피언십 : 우승 (2016-17)

 풀럼 FC
- EFL 챔피언십 : 우승 (2021-22)
- EFL 챔피언십 플레이오프 : 우승 (2017-18, 2019-20)

 알힐랄 SFC
- 사우디 프로페셔널리그 : 우승 (2023-24)
- 사우디아라비아 국왕컵 : 우승 (2023-24)
- AFC 챔피언스리그 : 4강 (2023-24)
- 사우디 슈퍼컵 : 우승 (2023)

### 국가대표팀
세르비아 U-19
- UEFA 유러피언 U-19 챔피언십 : 우승 (2013)

### 개인
- 세르비아 수페르리가 올해의 팀 : 2012-13
- UEFA 유러피언 U-19 챔피언십 최우수선수 : 2013
- UEFA 유러피언 U-19 챔피언십 드림팀 : 2013
- 벨기에 프로 리그 득점왕 : 2014-15 (20골)
- EFL 챔피언십 이달의 선수 : 2018년 3월, 2018년 4월, 2019년 10월, 2021년 10월
- 세르비아 올해의 선수 : 2018
- 풀럼 FC 올해의 선수 : 2020
- UEFA 네이션스리그 득점왕 : 2018-19 리그 C (6골)
- EFL 챔피언십 득점왕 : 2019-20 (26골 / 공동 수상), 2021-22 (43골)
- PFA 올해의 팀 : 2019-20, 2021-22
- EFL 챔피언십 올해의 팀 : 2021-22
- EFL 챔피언십 올해의 선수 : 2021-22
- PFA 팬 선정 이달의 선수 : 2021년 9월, 2021년 10월, 2021년 11월, 2022년 2월, 2022년 4월

### 기록
- 세르비아 축구 국가대표팀 통산 최다 득점 : 44골